# Jüdischer Friedhof (Neuhofen)

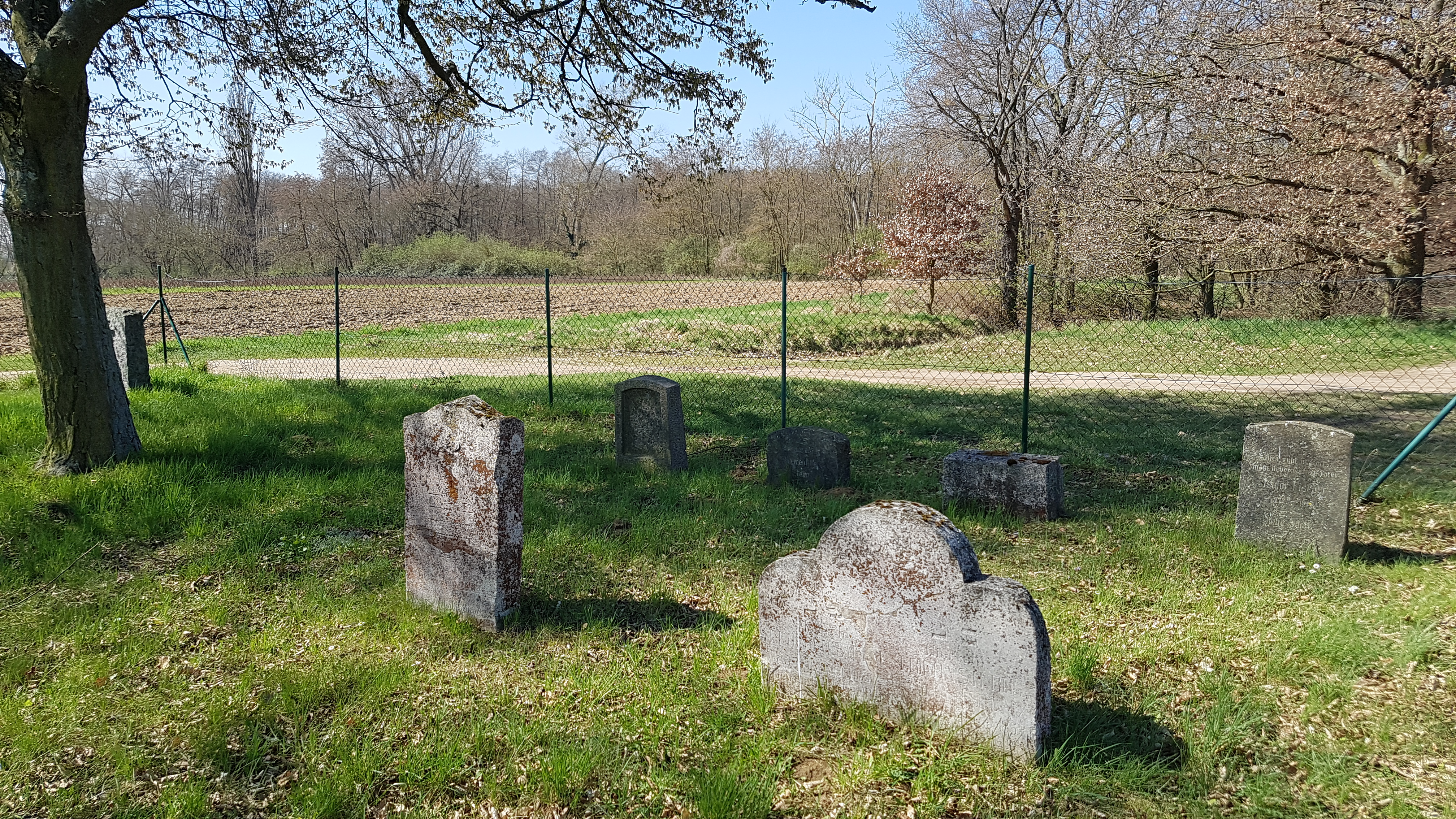
Jüdischer Friedhof in Neuhofen

Der Jüdische Friedhof Neuhofen ist ein jüdischer Friedhof in Neuhofen, einer Ortsgemeinde im Rhein-Pfalz-Kreis in Rheinland-Pfalz. Der Friedhof liegt an der Gemarkungsgrenze zwischen Neuhofen und Waldsee in der Flur In den Speyerer Wingert. Der Friedhof ist ein geschütztes Kulturdenkmal.

## Geschichte
Der jüdische Friedhof in Neuhofen wurde 1910 angelegt und von 1910 bis in die 1930er Jahre belegt. Er diente der jüdischen Gemeinde in Neuhofen als Begräbnisstätte. Seit den 1820er Jahren wurden die Toten der Gemeinde in Waldsee beigesetzt. Der kleine Friedhof hat eine Fläche von 2,90 Ar. Von der geringen Anzahl der Beisetzungen sind heute noch sechs Grabsteine (Mazewot) vorhanden.